# Bulonga indeterminata
Bulonga indeterminata là một loài bướm đêm trong họ Geometridae.